# Сиротинин, Николай Николаевич (эсер)
Никола́й Никола́евич Сироти́нин (1856, Дятьково — 1921, Саратов) — секретарь Саратовской Городской думы, член партии эсеров, один из инициаторов создания Саратовского университета.
Брат писателя А. Н. Сиротинина. Отец академика АМН СССР Н. Н. Сиротинина.

## Биография
Николай Николаевич Сиротинин родился в 1856 году в семье главного инженера Дятьковского хрустального завода.
Окончил Новороссийский университет со степенью кандидата математических наук.
Будучи последователем взглядов русского философа и писателя Н. Г. Чернышевского, в 1889 году, в год смерти писателя, Николай Сиротинин вместе с семьей перебрался в Саратов.
В 1899—1914 годах занимал должность городского секретаря Саратовской городской думы, позже был избран гласным городской думы. Энергичность и высокая образованность позволяла Н. Н. Сиротинину одновременно занимать посты члена бюджетной комиссии, члена городской управы, председателя совета общества взаимного вспоможения книгопечатников, быть членом правления общества саратовских санитарных врачей, членом городской исполнительной училищной комиссии, представителем от города в педагогическом совете 1-й женской гимназии.
Ещё в студенческие годы вступил в партию социалистов-революционеров, активно участвовал в революционном движении. С сентября 1886 года был гласным поднадзорным охранного отделения в течение двух лет, впоследствии слежка и доносы продолжались негласно. В Саратове он продолжал активную работу в руководстве партии социалистов-революционеров, участвовал в сходках и вечерах, не раз подвергался обыску.

Начиная с 1885 года, Сиротинин вращался преимущественно среди лиц политически неблагонадежных, причём особенно близкие отношения он поддерживал с главными деятелями ликвидированной 1 ноября 1902 года группы социалистов-революционеров, как то содержавшимся ныне под стражей бывшим членом саратовской городской управы Алексеем Владимировичем Милашевским и Николаем Николаевичем Ракитниковым, Леонидом Петровичем Булановым и состоящим в то время во главе Саратовского комитета партии социал[истов]-революционеров статистиками саратовской губернской земской управы, особо поднадзорными Васили[ем] Ивановичем Серебряковым, Никола[ем] Дмитриевичем Россовым и Николаем Дмитриевичем Нарбековым, причём знакомство с Сиротининым поддерживается и в настоящее время.
— Доклад господину начальнику Саратовского охранного отделения
Принял активное участие в создании Саратовского университета, неоднократно поднимая этот вопрос в Саратовской городской думе и обращаясь к председателю Совета министров Петру Аркадьевичу Столыпину.
В 1917 году Н. Н. Сиротинин из-за болезни сердца временно оставил работу. После революции снова поступил на службу в статистическое бюро. Умер в Саратове от холеры в 1921 году.

## Семья
- Сиротинина, Мария Алексеевна — жена. Работала в саратовской городской управе.
- Сиротинин, Андрей Николаевич — родной брат. Писатель, филолог. Преподавал русский язык и литературу в Варшавском университете, в 1920—1922 годы был доцентом Саратовского государственного университета.
- Сиротинина, Ольга Николаевна — старшая дочь. Доктор биологических наук, профессор, одна из основателей санитарно-гигиенической службы в Саратовской области, Саратовского научно-исследовательского санитарно-гигиенического института (с 1949 по 1963 — заместитель директора по научной работе). Депутат Саратовского городского Совета народных депутатов.
  - Сиротинина, Ольга Борисовна — внучка, дочь О. Н. Сиротининой. Доктор филологических наук, профессор кафедры русского языка, заслуженный профессор Саратовского государственного университета, заслуженный деятель науки Российской Федерации.
- Сиротинин, Николай Николаевич — сын. Советский патофизиолог, действительный член Академии медицинских наук СССР (1957), ученик академика А. А. Богомольца. С 1929 года заведующий кафедрой патологической физиологии Казанского медицинского института, с 1934 года — лабораториями и кафедрами патологии и сравнительной физиологии институтов экспериментальной биологии и патологии, клинической физиологии, медицинского института в Киеве.
- Сиротинина, Елена Николаевна — дочь. В течение долгих лет преподавала химию и биологию в школе.
- Сиротинина-Самойлович, Галина Николаевна — дочь. Заведовала лабораторией СЭС водздравотдела Саратова.
- Сиротинина, Любовь Николаевна — дочь. Заведовала бактериологической лабораторией дорожной санэпидемстанции.